# Post-cure
Une post-cure est un hébergement thérapeutique résidentiel utilisé après une cure suivie dans le cadre d'une hospitalisation.
Les établissements post-cure étaient jusque dans les années 1950 destinés principalement aux survivants de la tuberculose. Aujourd'hui ils hébergent au cœur de la ville des malades sortant le plus souvent d'un hôpital psychiatrique. Ils servent de transition entre une cure de désintoxication et le retour à domicile. Ils permettent un suivi médical, psychologique, éducatif et social et un retour progressif à la vie en groupe visant à la réinsertion sociale et au retour à l'autonomie. De nombreux programmes différents existent avec chacun leur spécificité.

## En France
L'admission en post-cure se fait sur avis médical, sur dossier contenant une partie administrative, une partie sociale et une partie médicale. Les prises en charge sont celles de l'assurance maladie : caisse primaire d'assurance maladie (CPAM), mutualité sociale agricole (MSA)…
Il existe deux sortes de centres[réf. souhaitée] : les centres de consolidation médico-sociaux et les SSRA (Soins de suite et de réadaptation en alcoologie), pour des séjours d'un à trois mois.
Il s'agit de structures comprenant une équipe soignante (médecins, infirmiers) et des intervenants para-médicaux : animateurs, assistants sociaux…